# أيام في لندن (فلم)
أيام في لندن فيلم من الافلام المصرية السورية المشتركة.

## تمثيل
- سميرة توفيق بدور (ليلى)
- خالد تاجا بدور (خالد)
- رفيق سبيعي بدور (أبو صياح)
- نبيلة كرم بدور (هيلين)
- يوسف شعبان بدور (حامد)

الإخراج: سمير الغصيني (إخراج)
التأليف: شاكر بريخان (قصة)

## وصلات خارجية
- مقالات تستعمل روابط فنية بلا صلة مع ويكي بيانات